# مرتل بیچ (کارولینای جنوبی)
مرتل بیچ(به انگلیسی: Myrtle Beach) شهری در ایالت کارولینای جنوبی کشور ایالات متحده آمریکا است که جمعیت آن در سرشماری سال ۲۰۱۰ میلادی، ۲۷٬۱۰۹ نفر بوده‌است.